# Bilkiszki
Bilkiszki (lit. Bilkiškės) − wieś na Litwie, w okręgu wileńskim, w rejonie wileńskim, w gminie Bezdany, nad Wilią. W 2011 roku liczyła 8 mieszkańców.